# Mikiko
Mikiko, estilizado como MIKIKO, é uma dançarina, coreógrafa e diretora de arte Japonesa, afiliada com a agência de talentos Amuse sob o título de "coreo-diretora" (coreógrafa + diretora).

## Personalidade
Com base em uma ampla variedade de experiência de dança, Mikiko atrai a atenção como bailarina e coreógrafa. Nessas amplas atividades, como designer e modelo, iniciou sua carreira como diretora de arte em 2005.
Por desenvolver uma visão única do mundo em palco, Mikiko produziu, dirigiu e coreografou a peça de teatro DRESS CODE, atraindo atenção como produtora.

## Trabalhos
Informações retiradas diretamente do website oficial de Mikiko, seção Works (Trabalhos).

### Coreógrafa
Perfume
- "Sweet Donuts" (2003)
- "Jenny wa Gokigen Naname" (2003)
- "Vitamin Drop" (2004)
- "Linear Motor Girl" (2005)
- "Foundation" (2005)
- "Computer Driving" (2005)
- "Perfume" (2006)
- "Computer City" (2006)
- "Electro World" (2006)
- "Perfect Star Perfect Style" (2006)
- "Inryoku" (2006)
- "Chocolate Disco" (2007)
- "Twinkle Snow Powdery Snow" (2007)
- "Polyrhythm" (2007)
- "SEVENTH HEAVEN" (2007)
- "Baby Cruising Love" (2008)
- "Macaroni" (2008)
- "plastic smile" (2008)
- "GAME" (2008)
- "Ceramic Girl" (2008)
- "Take me Take me" (2008)
- "Secret Secret" (2008)
- "Puppy love" (2008)
- "love the world" (2008)
- "edge" (2008)
- "Dream Fighter" (2008)
- "One Room Disco" (2009)
- "Take off" (2009)
- "NIGHT FLIGHT" (2009)
- "Kiss and Music" (2009)
- "Zero Gravity" (2009)
- "I still love U" (2009)
- "The best thing" (2009)
- "Speed of Sound" (2009)
- "edge ~Triangle mix~" (2009)
- "Fushizen na Girl" (2010)
- "Natural ni Koishite" (2010)
- "VOICE" (2010)
- "575" (2010)
- "GISHIKI" (2010)
- "1 2 3 4 5 6 7 8 9 10" (2010)
- "Nee" (2010)
- "FAKE IT" (2010)
- "Laser Beam" (2011)
- "Kasuka na Kaori" (2011)
- "Spice" (2011)
- "GLITTER" (2011)
- "MY COLOR" (2012)
- "Toki no Hari" (2012)
- "Kokoro no Sports" (2012)
- "Have a Stroll" (2012)
- "Spring of Life" (2012)
- "Communication" (2012)
- "Spending all my time" (2012)
- "Hurly Burly" (2012)
- "edge (world tour ver)" (2012)
- "Chocolate Disco 2012-MIX" (2012)
- "Mirai no Museum" (2013)
- "Daijo Banai" (2013)
- "Magic of Love" (2013)
- "Spending all my time (Extended Version)" (2013)
- "Sweet Refrain" (2013)
- "1mm" (2013)
- "Enter the Sphere" (2013)
- "Clockwork" (2013)
- "Furikaeru to Iru yo" (2013)
- "Party Maker" (2013)
- "Spring of Life (Album-mix)" (2013)
- "Dream Land" (2013)
- "Handy Man" (2014)
- "DISPLAY" (2014)
- "Cling Cling" (2014)
- "Hold Your Hand" (2014)
- "Ijiwaru na Hello" (2014)
- "Koi wa Zenkeishisei" (2014)

etc.
Karen Girl's
- "Over The Future" (2008)
- "My Wings" (2008)
- "Top Secret" (2008)

etc.
Rip Slyme
- "Taiyō to Bikini" (2008)

Lil'B
- "Orange" (2008)
- "Kimi ni Utatta Love Song" (2008)
- "Negaigoto Hitotsu Kimi e" (2008)
- "JET★GIRL" (2008)

Chemistry
- "Life goes on" (2008)

Yuki
- "just life all right" (2009)
- "Hello !" (2011)

Shanadoo
- "NEXT LIFE" (2009)
- "Carry On" (2009)
- "World's End Supernova" (2009)

Thelma Aoyama
- "WANNA COME AGAIN (Version Thelma)" (2009)

S×O×U
- "Don't want to be alone" (2009)

MINMI
- "Hibiscus" (2010)
- "Patto Hanasaku" (2010)

Spontania
- "JAM" (2010)

MONOBRIGHT
- "Ame ni Utaeba" (2010)

Clammbon
- "JAPANESE MANNER" (2010)

Sakura Gakuin
- "Yume ni Mukatte" (2010)
- "Hello! Ivy" (2010)
- "FLY AWAY" (2010)
- "Chime" (2010)
- "Friends" (2011)
- "Verishuvi" (2011)
- "Tabidachi no Hi ni" (2012)
- "Otomegokoro." (2012)
- "Pictogram" (2012)
- "3.a.m" (2012)
- "See you..." (2012)
- "Wonderful Journey" (2012)
- "Song for smiling" (2012)
- "Marshmallow Iro no Kimi to" (2012)
- "My Graduation Toss" (2013)
- "Hana*Hana" (2013)
- "Makeru! Seishun Hizakozou" (2014)
- "I・J・I" (2014)
- "Mikansei Silhouette" (2014)
- "Animal Rhythm" (2014)

etc.
Minipati
- "Happy Birthday" (2010)
- "Princess☆a la mode" (2010)
- "Acha! Cha! Kare" (2013)
- "Shanari Hannari Dorayaki Hime" (2014)

etc.
SCOOPERS
- "Brand New Day" (2010)

Twinklestars
- "Dear Mr.Socrates" (2010)
- "Please! Please! Please!" (2010)

etc.
Babymetal
Quando coreógrafa do grupo Babymetal, Mikiko é chamada de MIKIKOMETAL.
- "Doki Doki Morning" (2010)
- "Iine!" (2012)
- "Kimi to Anime ga Mitai~Answer for Animation With You" (2012)
- "Head Bangya!!" (2012)
- "Uki Uki Midnight" (2012)
- "Ijime, Dame, Zettai" (2013)
- "Megitsune" (2013)
- "Gimme Chocolate!!" (2014)
- "Akumu no Rinbukyoku" (2014)
- "4 no Uta" (2014)

etc.
Kylee
- "NEVER GIVE UP!" (2011)

Yui
- "es.car" (2011)

9mm Parabellum Bullet
- "Kamome" (2011)

Maximum the Hormone
- "Maximum the Hormone" (2011)

Ken Hirai
- "Kokuhaku" (2012)

OKAMOTO'S
- "Love Song" (2012)

Salyu
- "Camera" (2012)

Kagaku Kyumei Kiko Logica?
- "Science Girl Silence Boy" (2012)

etc.
Nosaj Thing
- "Eclipse/Blue" (2012)

Ayami Muto
- "A.Y.M" (2013)
- "Toumei Shoujo" (2014)
- "No. 1 in B flat major communications song" (2014)
- "Seven Tea" (2014)

etc.
SEKAI NO OWARI
- "Honō to Mori no Carnival" (2014)
- "Sekai Heiwa" (2014)

Gesu no Kiwami Otome
- "Normal Atama" (2014)

HGS
- "Mignon☆Papillon" (2014)
- "ONE CHECK SWEETNESS" (2014)

etc.

### Eventos ao vivo
- Masaharu Fukuyama - Fukuyama☆Fuyu no Dai Kansha-sai Sono Jū (2010)
- Masaharu Fukuyama - THE LIVE BANG!! in Okinawa (2011)
- Masaharu Fukuyama - Mu Hayariuta-sai!! (No Single Live) (2011)
- Yuki - YUKI LIVE "SOUNDS OF TEN" at TOKYO DOME (2012)
- CanCam × AneCan - Desfile de moda colaborativo Can Kore! (2012)
- Polysics+YOSI HORIKAWA&Florence To+GAYBIRD+ELEVEN PLAY (2013)
- Sakura Gakuin - Sakura Gakuin Festival☆2013 (2013)
- Ayami Muto Live House Tour 2013 - TRAVELING ALONE (2013)
- Babymetal - LEGEND "1997" SU-METAL Seitansai (2013)
- "ADIDAS ORIGINALS STAN SMITH TOKYO PARTY" - Performance do ELEVEN PLAY (2014)
- Sakura Gakuin - The Road to Graduation 2013 ~Happy Valentine~ (2014)
- Sakura Gakuin - The Road to Graduation 2013 ~Hokago Anthology Min'na de Washoi!~ (2014)
- Sakura Gakuin - The Road to Graduation Final ~Sakura Gakuin 2013 Nendo Sotsugyo~ (2014)
- Glico × Ayami Muto - Dance Dance 17 Seventeen Ice (2014)
- Lady Gaga - Ato de abertura de Artrave: The Artpop Ball Hatsune Miku × ELEVEN PLAY (2014)
- "ShortShorts FILM FESTIVAL & ASIA 2014 AWARD CEREMONY PARTY" - Performance de rhizomatiks × ELEVEN PLAY (2014)
- "Sonar Music Festival" - rhizomatiks × ELEVENPLAY (2014)
- Babymetal - Babymetal World Tour 2014 (2014)
- Hatsune Miku - Ato de abertura de Magical Mirai 2014 (2014)
- SoftBank - Ato de abertura de Pepper Tech Festival 2014 (2014)

### Musicais
- Kayō Shiatā "Ramune" ~Yume no Tochū-hen~ (2008)
- EVIL DEAD THE MUSICAL (2009)
- Kuroshitsuji (2010)
- Psychedelic Pane (2012)
- THE ALUCARD SHOW (2013)
- Kuroshitsuji -Ji ni Moeru Korisu- (2014)